# Bitwa pod Łabiszynem
Bitwa pod Łabiszynem miała miejsce w czasie insurekcji kościuszkowskiej, w nocy z 28 na 29 września 1794 roku pomiędzy wojskami polskimi dowodzonymi przez gen. Jana Henryka Dąbrowskiego a oddziałami pruskimi dowodzonymi przez pułkownika Johanna Friedricha Székelyego, zakończona zwycięstwem Polaków.
W czasie swojej wyprawy do Wielkopolski gen. Dąbrowski postanowił skoncentrować swoje oddziały w Gnieźnie, gdzie dotarł 27 września. Na jego siły liczące około 7000 ludzi składała się dywizja Dąbrowskiego i powstańcy wielkopolscy, wojska składającego się głównie z rekrutów i niedoświadczone. Mając siły za słabe na zajęcie Poznania, postanowił pozorować marsz w tamtym kierunku, a w tym czasie  rozbić oddział pacyfikacyjny pułkownika Székelyego (batalion fizylierów i 3 szwadrony huzarów), który stał w Inowrocławiu i zagrażał łączności wojsk polskich w Wielkopolsce z Warszawą.
Aby utwierdzić dowództwo pruskie w przekonaniu o celu ataku, Dąbrowski wysłał w okolice Poznania dwa szwadrony kawalerii pod komendą mjr. Stanisława Bielamowskiego. Obawiając się tego ataku Prusacy, poza Székelym, wstrzymali wszelkie akcje zaczepne przygotowując obronę, jednak wycofanie się korpusu ks. Józefa Poniatowskiego znad Bzury zerwało łączność Dąbrowskiego z resztą polskiej armii.
Dąbrowski, aby zrealizować swój plan, podzielił korpus na trzy kolumny: prawa, złożona z brygady Antoniego Józefa Madalińskiego, 100 strzelców i 2 dział miała ruszyć przez Trzemeszno, Mogilno, Inowrocław do Łabiszyna. Środkowa, złożona z reszty regularnych oddziałów, pod dowództwem Dąbrowskiego miała przejść z Gniezna do Rogowa, Żnina i dalej do Łabiszyna, zaś lewa, złożona z oddziałów powstańczych pod komendą Józefa Lipskiego miała przez Kłecko i Żnin również dotrzeć do Łabiszyna. Pierwszy w punkcie zbornym pojawił się Madaliński, który rozbroił miejscowy oddział, jednak główne siły Székelyego maszerowały wówczas z Inowrocławia na Nową Wieś. W nocy z 28 na 29 września znajdujące się w Łabiszynie połączone kolumny Dąbrowskiego i Madalińskiego zostały ostrzelane przez artylerię pruską, jednak po opanowaniu zamieszania poprowadzono kontratak zakończony starciem na bagnety pod Wzgórzem Klasztornym i szarżą kawalerii poprowadzoną przez samego Dąbrowskiego. Po tym starciu Székely wycofał się za Brdę urządzając swój sztab w Bydgoszczy.
Obecnie jedną z atrakcji Łabiszyna jest tzw. „Góra Szekelego” - pamiątka bitwy pod Łabiszynem.